# Earth, Wind and Fire
Earth, Wind and Fire est un groupe de jazz-funk américain originaire de Chicago dans l'Illinois. Le groupe est formé en 1969 à l'initiative de Maurice White. Il est notamment connu pour les tubes Fantasy (1977), September (1978), Boogie Wonderland (1979) ou Let's Groove (1981). 
Sa plus notable particularité est sa capacité à innover en introduisant et en mélangeant de façon savante et inédite des éléments issus des traditions musicales africaines, brésiliennes, cubaines et caribéennes à son funk caractérisé par une section de cuivre de grande qualité (les Phenix Horns) et des arrangements empruntés aussi bien au jazz qu'à la musique symphonique.
La musique d'Earth, Wind and Fire est d'ailleurs parfois qualifiée de « funk symphonique ». Le groupe se démarque également par la complémentarité de ses deux chanteurs Maurice White (baryton) et Philip Bailey (capable de chanter en falsetto et dont les remarquables capacités vocales couvrent plusieurs octaves).

## Biographie

### Création
Maurice White, batteur de Ramsey Lewis Trio, rejoint à la fin des années 1960 deux de ses amis à Chicago pour créer leur propre groupe, « The Salty Pepper », renommé ensuite Earth, Wind and Fire. Le nom de Earth, Wind and Fire (en français : « Terre, vent et feu ») est une association des éléments de l'astrologie, l'élément originel air (« air ») ayant été remplacé par wind (« vent »). Le groupe participe à la bande originale du film Sweet Sweetback's Baadasssss Song en 1971. L'idée de White, selon lui, est de former un groupe pour les jeunes de sa génération à l'aspect spirituel et émotionnel mais il engage des musiciens qui ne correspondent pas à ce concept. Aussi, Bob Cavallo, son premier manager l'incite à changer tous les membres par de nouveaux, plus jeunes. C'est ainsi qu'arrivent au fur et à mesure des musiciens dont la plupart viennent de Chicago comme le leader : Verdine White le bassiste, Philip Bailey le percussionniste et chanteur à la voix de fausset, Ralph Johnson le batteur et chanteur, Larry Dunn le claviériste, Andrew Wolfock le saxophoniste, Al McKay, Johnny Graham (en) les guitaristes, tandis que Maurice White avant d'être l'un des chanteurs du groupe pour contrebalancer la voix de Philip Bailey commence comme batteur. Ce vivier, nourri par différentes sources comme le jazz, le blues, le gospel ainsi que des éléments empruntés à différentes traditions musicales (africaines, brésiliennes, cubaines…) donnera une identité musicale très forte et très riche au groupe. Dès lors, Earth, Wind and Fire sera une source d'inspiration pour beaucoup de musiciens.

### De l'afro-jazz funk des années 1970 aux concerts dans les stades

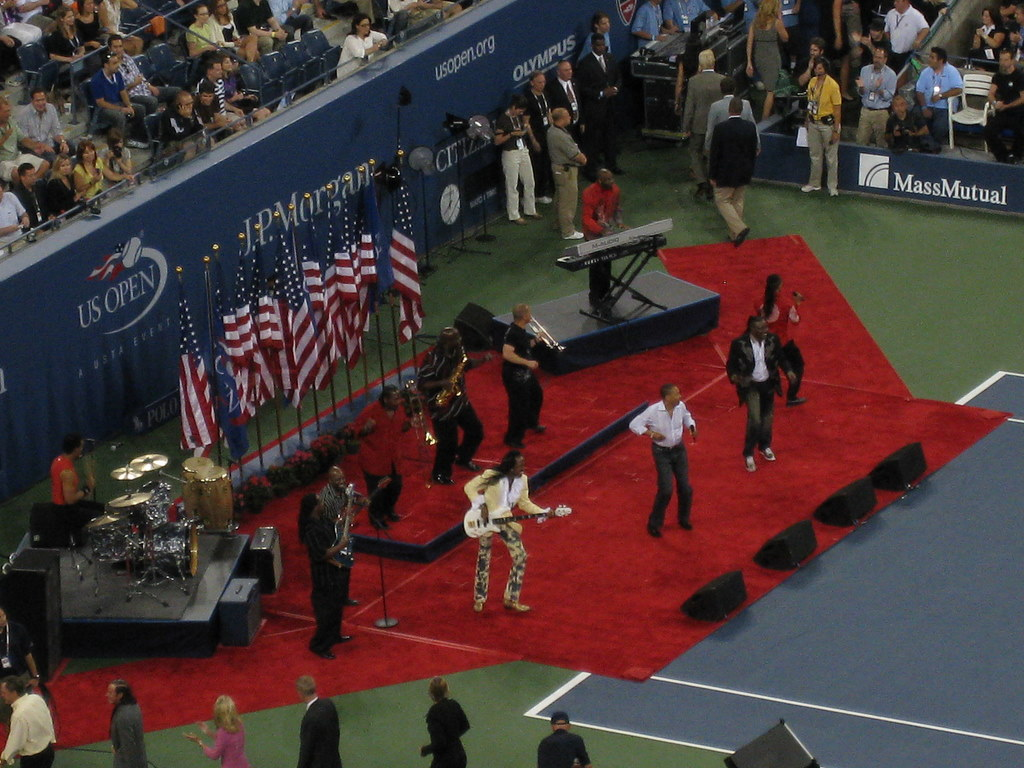
Le groupe donnant un concert à l'US Open en 2008.

En 1974, Maurice White, selon ses propres termes, souhaite donner plus de musicalité aux chansons suivantes. Pour ce faire, il choisit comme coproducteur Charles Stepney, qui va s'impliquer dans son rôle jusqu'à arranger, composer et donner des techniques de chant, en plus de gérer les intérêts du groupe. La mort de ce dernier quelques mois plus tard est si regrettée que Earth, Wind and Fire compose en son hommage dans l'album Spirit la chanson éponyme. L'album de 1975, That's the Way of the World, marque un tournant car le succès englobe même le public blanc. En enchaînant les hits, le groupe voit de plus en plus grand ; pour ses concerts géants dans les stades, il engage le couturier Bill Whitten puis intègre de la prestidigitation derrière quelques idées de Doug Henning et David Copperfield et enfin appelle George Faison pour les chorégraphies.

### L'apogée, le déclin et la séparation momentanée
À la fin des années 1970, le groupe emprunte, à la demande de sa maison de disques, une voie plus grand public en réalisant des titres disco-funk, correspondant au « format radio », très en vogue à l'époque. Earth, Wind and Fire atteint son apogée avec les albums Gratitude (1975), All 'n All (1977), The Best of Earth, Wind & Fire, Vol. 1 (1978) et I Am sorti en 1979, année où il remplit le Wembley Arena cinq soirs de suite. Dès lors, les maisons de disques veulent accaparer les décisions artistiques du groupe pour qu'il continue de produire des hits, mais ceci précipite le déclin du groupe, puis la séparation de ses membres. Petit à petit, les éléments du groupe s'en vont, les tournées épuisent le leader Maurice White et l'année 1984 marque le premier arrêt du groupe.

### La renaissance
Le retour de Earth, Wind and Fire s'opère en 1987. À partir de là, les albums sont plus espacés dans le temps. De nouveaux éléments intègrent le groupe, comme le chanteur et guitariste Sheldon Reynolds, les tournées continuent mais sans la participation de Maurice White, atteint de la maladie de Parkinson, qui pourtant apporte sa contribution aussi bien compositrice que vocale à chaque nouvel album.
Récemment, Wyclef Jean ou encore Eric Benet participent aux derniers opus.
Le 4 février 2016, Maurice White meurt.
Philip Bailey, Verdine White et Ralph Johnson, membres d'origine, se produisent toujours. Ils donnent un concert à l'Olympia en France le 24 juin 2016 et encore récemment le 7 juillet 2018 au Palais des Congrès à Paris. 

## Dans la culture populaire
- Le générique de Ciné Dimanche, utilisé de juillet 1989 à août 1996 sur TF1, est l'intro du titre In the stone.
- Le groupe est cité dans la série télévisée Chuck avec le morceau September. De plus, Big Mike dit être un ancien membre du groupe avant son succès sous le nom de pluie (rain en anglais). Le groupe s'appelait alors Earth, Wind, Fire and Rain.
- Dans le film La Nuit au musée, le morceau September est interprété à la fin dans l'enceinte du museum d'histoire naturelle et, dans le deuxième volet, c'est le morceau Let's Groove qui y est interprété à la fin.
- Dans le film Intouchables, le personnage de Driss, alias Omar Sy, danse  sur la chanson Boogie Wonderland. September passe en musique de fond pendant le générique.
- Dans le film Drumline (2002), la fanfare de l'université d'Atlanta A & T interprète une version instrumentale et différente, quoique rythmée et très bien soutenue, de la chanson In the Stone, retrouvée sur l'album I Am.
- Dans le dessin animé Kuzco 2, Kronk et Birdwell dansent sur Let's Groove.
- Dans la série The Mentalist, September est la chanson concluant la série.
- Dans le film Sgt. Pepper's Lonely Hearts Club Band (1978)
- Dans l'anime Pop Team Epic (2018), la chanson Let's Groove est parodiée durant l'épisode 4.

## Membres

### Membres actuels
- Verdine White - basse, voix (1970–1984, depuis 1987)
- Philip Bailey - voix, percussion, conga (1972–1984, depuis1987)
- Ralph Johnson - voix, percussion, batterie (1972-1984, depuis1987)
- B. David Whitworth - voix, percussion (depuis 1996)
- Myron McKinley - clavier, chef d'orchestre du groupe (depuis 2001)
- John Paris - batterie, voix (depuis 2001)
- Morris O'Connor - guitare principale, voix (depuis 2008)
- Serg Dimitrijevic - guitare rythmique, voix (depuis 2012)

### Anciens membres
| - Maurice White - voix, percussion, batterie, kalimba, créateur et leader du groupe (1970-1984; 1987-2016) - Michael Beal - guitare, harmonica (1970-1972) - Leslie Drayton - trompette (1970-1972) - Wade Flemons - clavier, voix (1970-1972; mort en 1993) - Yackov Ben Israel (aka Phillard Williams) - percussion, conga (1970-1972) - Sherry Scott - voix (1970-1972) - Alexander Thomas - trombone (1970-1972) - Chester Washington - saxophone ténor (1970-1972) - Don Whitehead - clavier, voix (1970-1972) - Helena Davis - voix (1972) - Roland Bautista - guitare principale, guitare rythmique, voix (1972-1973, 1981-1984; mort en 2012) - Jessica Cleaves - voix (1972-1973; morte en 2014) - Larry Dunn - clavier, synthétiseur, chef d'orchestre du groupe (1972-1984) - Ronnie Laws - flûte, saxophone soprano & ténor (1972-1973) - Johnny Graham - guitare principale, guitare rythmique, trompette, percussion (1973-1983) - Al McKay - guitare principale, guitare rythmique, sitar, percussion, voix (1973-1981) - Andrew Woolfolk - flûte, saxophone, percussion (1973-1984; 1987-1993) - Fred White - batterie, percussion (1974-1984, mort en 2023) - Beloyd Taylor - percussion, voix (1981-1982; mort en 2014) | - Sonny Emory - batterie, voix (1987-1999) - Sheldon Reynolds - guitare principale, guitare rythmique, voix (1987-2002) - Dick Smith - guitare principale, guitare rythmique, voix (1987-1991) - Vance Taylor - clavier, chef d'orchestre du groupe (1987-1993) - Mike McKnight - clavier, technicien (1987-1999) - Fred Ravel - clavier, chef d'orchestre du groupe (1993-1994) - Morris Pleasure - clavier, basse, chef d'orchestre du groupe (1993-2001) - David Romero - percussion (1993-1999) - Carl Carwell - voix (1994-1997) - Robert Brookins - clavier, chef d'orchestre du groupe (1998-2004; mort en 2009) - Gordon Campbell - batterie (1999-2001) - Bobby Gonzales - guitare principale, guitare rythmique, voix (2001-2002) - Daniel de los Reyes - percussion (2001-2004) - Kimberly Brewer - voix (2002-2004) - John Johnson - guitare principale, guitare rythmique, voix (2002-2004) - Krystal Bailey - voix (2004) - Kim Johnson - voix (2004-2009) - Greg "G-Mo" Moore - guitare rythmique, voix (2002-2012) - Vadim Zilberstein - guitare principale, voix (2004-2008) |

### Phenix Horns
Phenix Horns fût la section cuivre d'Earth, Wind and Fire entre 1975 et 1983, qui collabora notamment avec Phil Collins et Genesis. Elle était composée de Don Myrick, Louis Satterfield, Rahmlee Michael Davis et Michael Harris. Elmer Brown n'a fait qu'un passage éclair puisqu'il n'est resté que quelques semaines dans le groupe. Les Phenix Horns se sont définitivement séparés en 1993 à la suite du décès de leur leader, Don Myrick, tué par la police.
Earth, Wind & Fire Horns est la section cuivre d'Earth, Wind and Fire depuis 1987. Elle est composée de Gary Bias, Reggie Young et Bobby Burns Jr., Raymond Lee Brown ayant quitté le groupe en 2004. Ils ont notamment travaillé en parallèle avec Kelly Clarkson et Queen Latifah.

#### Membres actuels
- Gary Bias - saxophone (1987–aujourd'hui)
- Reggie Young - trombone (1987–aujourd'hui)
- Bobby Burns. Jr. - trompette (2004–aujourd'hui)

#### Anciens membres
- Rahmlee Michael Davis - trompette (1975-1983)
- Michael Harris - trompette (1975-1983)
- Don Myrick - saxophone (1975-1983;  mort en 1993)
- Louis Satterfield - trombone (1975-1983;  mort en 2004)
- Raymond Lee Brown - trompettet (1987-2004)
- Elmer Brown - trompette (1979)

## Discographie

### Albums
Albums studio
- Earth, Wind & Fire (1971)
- The Need of Love (1971)
- Last Days and Time (1972)
- Head to the Sky (1973)
- Open Our Eyes (1974)
- That's the Way of the World (1975)
- Spirit (1976)
- All 'n All (1977)
- I Am (1979)
- Faces (1980)
- Raise! (1981)
- Powerlight (1983)
- Electric Universe (1983)
- Touch the World (1987)
- Heritage (1990)
- Millennium (1993)
- In the Name of Love (1997)
- The Promise (2003)
- Illumination (2005)
- Now, Then & Forever (2013)
- Holiday (2014)

#### Albums live
- Gratitude (1975)
- Greatest Hits Live (1996)
- That's the Way of the World: Alive in 75 (2002)
- Live in Rio (2002)

#### Compilations notables
- Another Time (1974)
- The Best of Earth, Wind & Fire, Vol. 1 (1978)
- The Collection (1986)
- The Best of Earth, Wind & Fire, Vol. 2 (en) (1988)
- The Eternal Dance (en) (1992)
- The Very Best of Earth, Wind & Fire (1992)
- Elements of Love: Ballads (1996)
- Boogie Wonderland: The Very Best of Earth, Wind & Fire (1996)
- Greatest Hits (en) (1998)
- The Ultimate Collection (1999)
- The Essential Earth, Wind & Fire (2002)
- Love Songs (2004)
- The Greatest Hits (2010)
- The Classic Christmas Album (2015)

### Singles
Liste non exhaustive
- Shining Star (1975)
- That's the Way of the World (1975)
- Sing a Song (1975)
- Can't Hide Love (1976)
- Getaway (1976)
- Serpentine Fire (1977)
- Fantasy (1978)
- Got to Get You into My Life (1978)
- September (1978)
- Boogie Wonderland (1979)
- After the Love Has Gone (1979)
- In the Stone (1979)
- Let Me Talk (1980)
- Let's Groove (1981)